# Escape from the Studio '06
Escape from the Studio '06 è stato il tour estivo dei Metallica in Europa e Asia nel 2006. Chiamato così perché la band stava lavorando per il nuovo album, Death Magnetic, ed è quindi una sorta di "Fuga dallo studio".
Prima dell'inizio dei concerti, il batterista e cofondatore della band Lars Ulrich annunciò che durante il tour avrebbero suonato alcuni brani inediti provenienti direttamente dalle composizioni del nuovo album, come fecero per il tour omonimo del 1995, l'Escape from the Studio '95. In quest'ultimo infatti vennero proposte 2 X 4 dell'album Load e Devil's Dance dall'album ReLoad. I Metallica, come promesso, esordirono con una nuova canzone, priva di titolo, chiamata dal frontman James Hetfield The New Song, della durata di circa 8 minuti. Notando la ripetizione della frase "Death is not the end" è opinione comune che sia questo il titolo approssimativo per la canzone. Il testo parla inoltre della reincarnazione, interpretata come la "rinascita" di James Hetfield dopo la riabilitazione dall'alcol, avvenuta nel 2001.
Durante il concerto del 12 agosto a Tokyo, la band propose un'altra nuova canzone, chiamata The Other New Song (decisamente più corta della precedente, dura circa 3 minuti). La reazione dei fan è stata molto contrastante, notando diverse similitudini con il gruppo hardcore punk Misfits e con alcuni primi lavori dei Metallica. Oltre al nuovo materiale proposto nel tour, i Metallica hanno suonato inoltre l'album Master of Puppets per intero, festeggiando il ventennale dall'uscita del disco. In particolare, la strumentale Orion, proposta molto raramente dal vivo, è stata dedicata interamente al bassista storico Cliff Burton, scomparso il 27 settembre 1986.
Conclusosi il tour, i Metallica sono rientrati a San Francisco nel loro studio di registrazione insieme al produttore Rick Rubin per continuare nel lavoro di composizione di Death Magnetic, uscito nel 2008.

## Logo del tour
Nell'ultimo di questi tour i Metallica hanno mostrato una caratteristica scritta come logo del tour. Essa era formata da:
- Una "M" presa da Ride the Lightning
- Una "E" presa da Garage Inc.
- Una "T" presa da Load o ReLoad
- Una "A" da Garage Inc.
- Una "L" da Live Shit: Binge & Purge
- Una "L" presa da ...And Justice for All
- Una "I" presa da Cunning Stunts
- Una "C" da Kill 'Em All
- Una "A" da St. Anger

## Date del tour
- 3 giugno – Nürburgring, Germania - Rock am Ring Festival
- 4 giugno – Norimberga, Germania - Rock Im Park Festival
- 6 giugno – Berlino, Germania - Waldbühne
- 8 giugno – Arnhem, Paesi Bassi - Gelredome
- 10 giugno – Circuito di Donington Park, Inghilterra - Download Festival
- 11 giugno – Dublino, Irlanda - Download Festival
- 13 giugno – Tallinn, Estonia - Song Festival Grounds (Lauluväljak)
- 15 giugno – Nickelsdorf, Austria - Nova Rock Festival
- 17 giugno – Imola, Italia - Heineken Jammin' Festival
- 12 agosto – Tokyo, Giappone - Summer Sonic Festival
- 13 agosto – Osaka, Giappone - Summer Sonic Festival
- 15 agosto – Seul, Corea del Sud - Olympic Main Stadium